# Samuel
Samuel（サミュエル）は、日本のロックバンド。

## 来歴
- 1988年、武蔵野美術大学を共に卒業したボーカル、ギター、プログラミングの小野祐司とボーカル、ギターのShiena(シエナ/柴田祥衣)を中心に前身バンドGAAP結成。都内ライプハウスにて活動。

- 1990年、小野祐司、Shienaに朝重昌也(ドラムス)、柴田一郎(ベース)の4人編成でSamuel結成。

- 1994年4月21日、小野祐司、Shienaのユニットとしてファーストアルバム「Lemon GROVE'S」にてテイチクレコード／nao Lavelからメジャーデビュー。プロデューサーに松井敬治（owl/primrose）、レコーディングエンジニア／リミキサーにZAK、ゲストキーボードにHAKASE-SUN(Fishmans)を迎え、ロンドン、東京にてレコーディング。

- 1995年5月1日、ファンハウスに移籍。ファーストマキシシングル「天使達ノ言葉デ話ソウ」発売。

- 1995年7月26日、高浪敬太郎(ex PIZZICATO FIVE)プロデュースによるセカンドマキシシングル「Dear,Dear!」発売。

- 1995年9月1日、高浪敬太郎プロデュース、リミキサーに細海魚を迎えリミックス曲＋新曲のセカンドアルバム「Digital Jelly-Beans」発売。

- 1995年12月、活動終了。
- 2024年、ファーストアルバム「Lemon GROVE'S」配信開始。

## メンバー
- 小野祐司（ボーカル、ギター、プログラミング）全ての作曲、編曲を担当。Marmalade Fan Fanのメンバー、作曲家、デザイナーとしても活動。

- Shiena（ボーカル、ギター、サックス）全ての作詞を担当。Samuel解散後、1996年ソロ（作詞、作曲、ボーカル、ギター）として高浪敬太郎プロディースによるオムニバスアルバム「Haneycomb」に参加。多国籍音楽バンドAOAO参加。柴田祥衣名義でデザイナー、イラストレーター、クラフト作家としても活動。

## ディスコグラフィ

### アルバム
|                                           | 発売日                                    | タイトル                                  | 規格品番                                  | チャート                                  |
| オリコン                                  | 発売日                                    | タイトル                                  | 規格品番                                  |                                           |
| nao Lavel/スターランド (テイチクレコード) | nao Lavel/スターランド (テイチクレコード) | nao Lavel/スターランド (テイチクレコード) | nao Lavel/スターランド (テイチクレコード) | nao Lavel/スターランド (テイチクレコード) |
| ----------------------------------------- | ----------------------------------------- | ----------------------------------------- | ----------------------------------------- | ----------------------------------------- |
| 1st                                       | 1994年4月21日                             | Lemon Grove's                             | SICN-30011 (CD)                           | -                                         |
| ファンハウス/ポリドール                   |                                           |                                           |                                           |                                           |
| 2nd                                       | 1995年9月1日                              | Digital Jelly - Beans                     | FHCT-2015 (CD)                            | -                                         |

### マキシシングル
|                         | 発売日                  | タイトル                | 規格品番                | チャート                |
| オリコン                | 発売日                  | タイトル                | 規格品番                |                         |
| ファンハウス/ポリドール | ファンハウス/ポリドール | ファンハウス/ポリドール | ファンハウス/ポリドール | ファンハウス/ポリドール |
| ----------------------- | ----------------------- | ----------------------- | ----------------------- | ----------------------- |
| 1st                     | 1995年5月1日            | 天使達ノ言葉デ話ソウ    | FHCT-2009 (CD)          | -                       |
| 2nd                     | 1995年7月26日           | Dear, Dear!             | FHCT-2013 (CD)          | -                       |